# Het Bildt
Het Bildt  è una ex-municipalità dei Paesi Bassi di 10 908 abitanti situata nella provincia della Frisia.
Soppressa il 1º gennaio 2018, il suo territorio, assieme a quello delle ex-municipalità di Franekeradeel, Menameradiel e parte di quello di Littenseradiel è andato a formare la nuova municipalità di Waadhoeke.